# روسيا مول
روسيا مول هو مركز تسوق مغلق يقع في جادة تيغران ميتس في العاصمة الأرمينية يريفان. وهو ثالث أكبر مركز تسوق تم بناؤه في مدينة يريفان. افتتح مركز التسوق في 5 مارس 2016، بحضور الرئيس سيرج سركسيان.يوفر وصولاً مباشراً إلى محطة مترو جنرال أندرانيك (يريفان) المتاخمة لمسرح روسيا.
تم بناء مركز التسوق من قبل شركة "Sil Concern" ذات المسؤولية المحدودة التي يملكها رجل الأعمال الأرمني خاتشار سوكياسيان. بلغت التكلفة الإجمالية للمشروع حوالي 15 مليون دولار أمريكي.
المركز التجاري هو موطن لواحد من أكبر مراكز المجوهرات في يريفان.

## وسائل الترفيه
يحتوي المركز على عدد من المقاهي والمطاعم بالإضافة إلى قاعة للطعام. كما أنه موطن لملعب الأطفال "Play Space".

## مخازن
روسيا مول هي موطن لمجموعة متنوعة من تجار التجزئة بما في ذلك:
- شركة أديداس
- LC Waikiki
- رالف رينجر
- Dilvin
- اسبوزيتو
- شوستوف بيت التجارة
- تجار التجزئة متجر أفير
- تجار التجزئة الحقيقي